# Bundesstrasse 45
Bundesstrasse 45 är en förbundsväg i Baden-Württemberg och Hessen, Tyskland. Mellan Neckargemünd och Eberbach sammanfaller vägen med Bundesstrasse 37. Den är bitvis utbyggd till fyrfältsväg och även 2+1-väg.